# Araukaria brazylijska
Araukaria brazylijska, pinior, piniora (Araucaria angustifolia) – gatunek drzewa iglastego z rodzaju araukaria należącego do rodziny araukariowatych. Występuje w południowej części Brazylii (południe stanu Minas Gerais, południe Rio de Janeiro, São Paulo, Paraná, Santa Catarina i Rio Grande do Sul), w Paragwaju (Górna Parana) oraz w północno-wschodniej Argentynie (Misiones i Corrientes), rośnie w niewysokich łańcuchach górskich, których wysokość waha się od 500 – 1800 metrów. Rośnie głównie w subtropikalnym klimacie, ze względu na obfite opady deszczu, których potrzebuje. Preferuje dobrze odwodnioną i lekko kwaśną glebę. Toleruje nagłe, lecz niezbyt częste zmiany temperatury, nawet −8 °C. Nasiona, podobne do dużych nasion szyszek, są uprawiane dość powszechnie w Brazylii. Nasiona nazywane pinhão są popularne jako zimowa przekąska. W Lages każdej zimy odbywa się popularny targ pinhão, gdzie można skosztować gotowanych nasion i grzanego wina.

## Morfologia
PokrójWiecznie zielone drzewo, osiągające do 40 metrów wysokości ze średnicą pnia dochodzącą do 1 metra. Liście cienkie, trójkątne, długości 3-6 centymetrów, szerokości 5–10 mm u podstawy z kłującymi końcówkami. Co 10–15 lat wyrastają nowe liście, więc porastają całe drzewo z wyjątkiem pnia i starych gałęzi.
KwiatyAraukaria brazylijska jest drzewem rozdzielnopłciowym – męskie i żeńskie szyszki, rosną na osobnych drzewach. Męskie szyszki są prostokątne, długie na 10–18 cm. Żeńskie dojrzewają na jesieni, po 18 miesiącach od zapylenia. Są duże, około 18–25 mm średnicy, zawierają od 100 do 150 nasion.

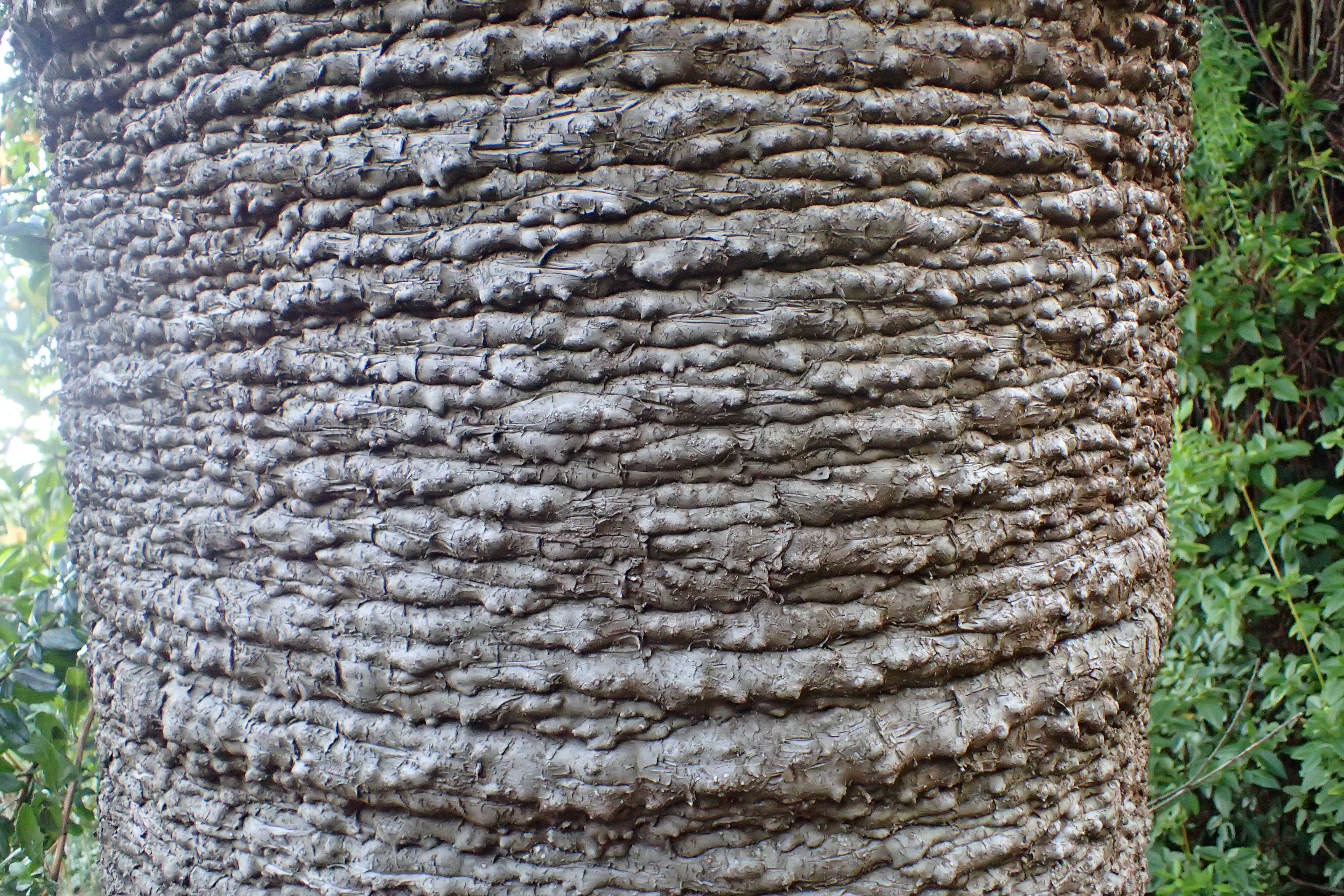
Korowina
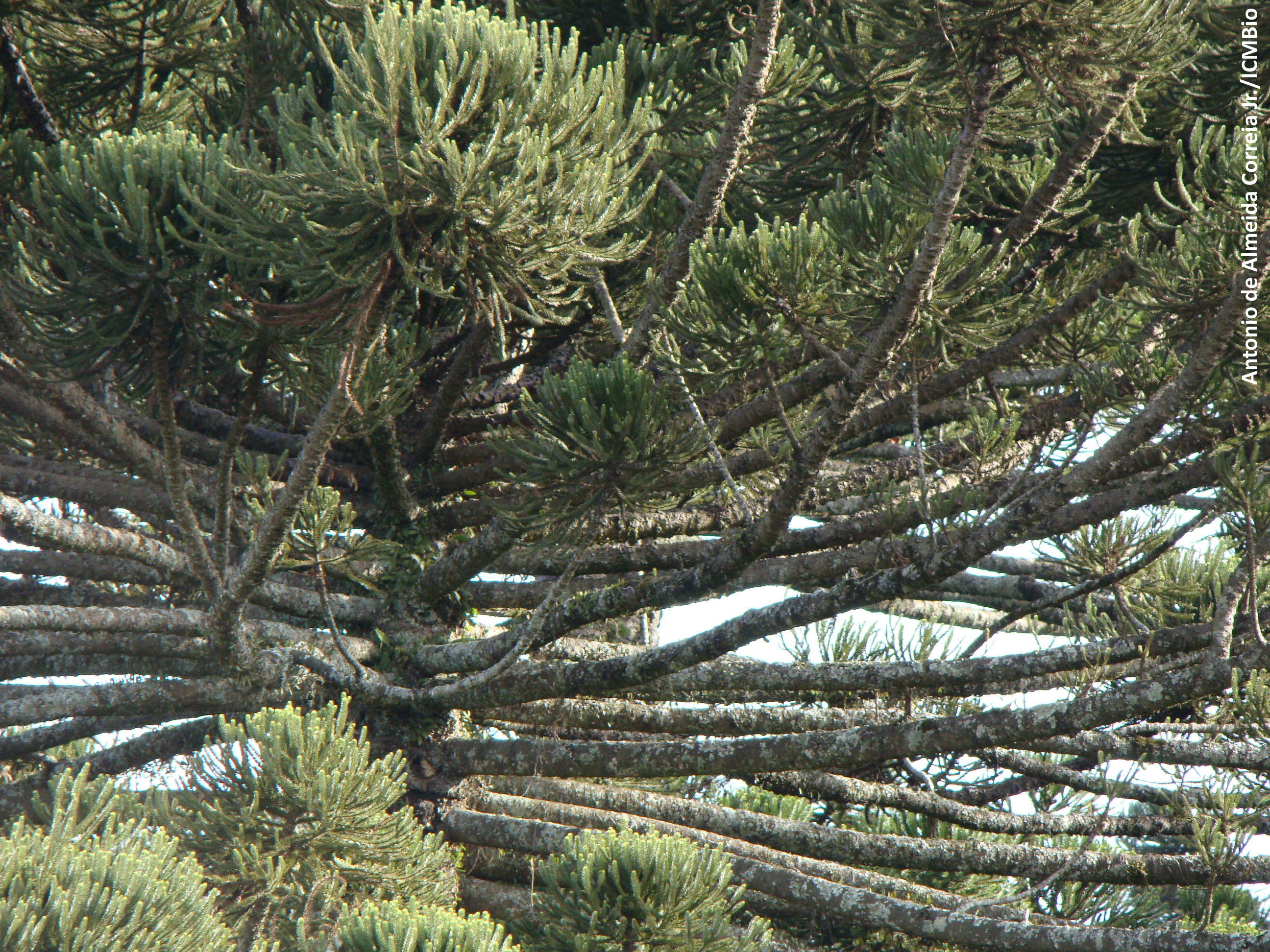
Konary
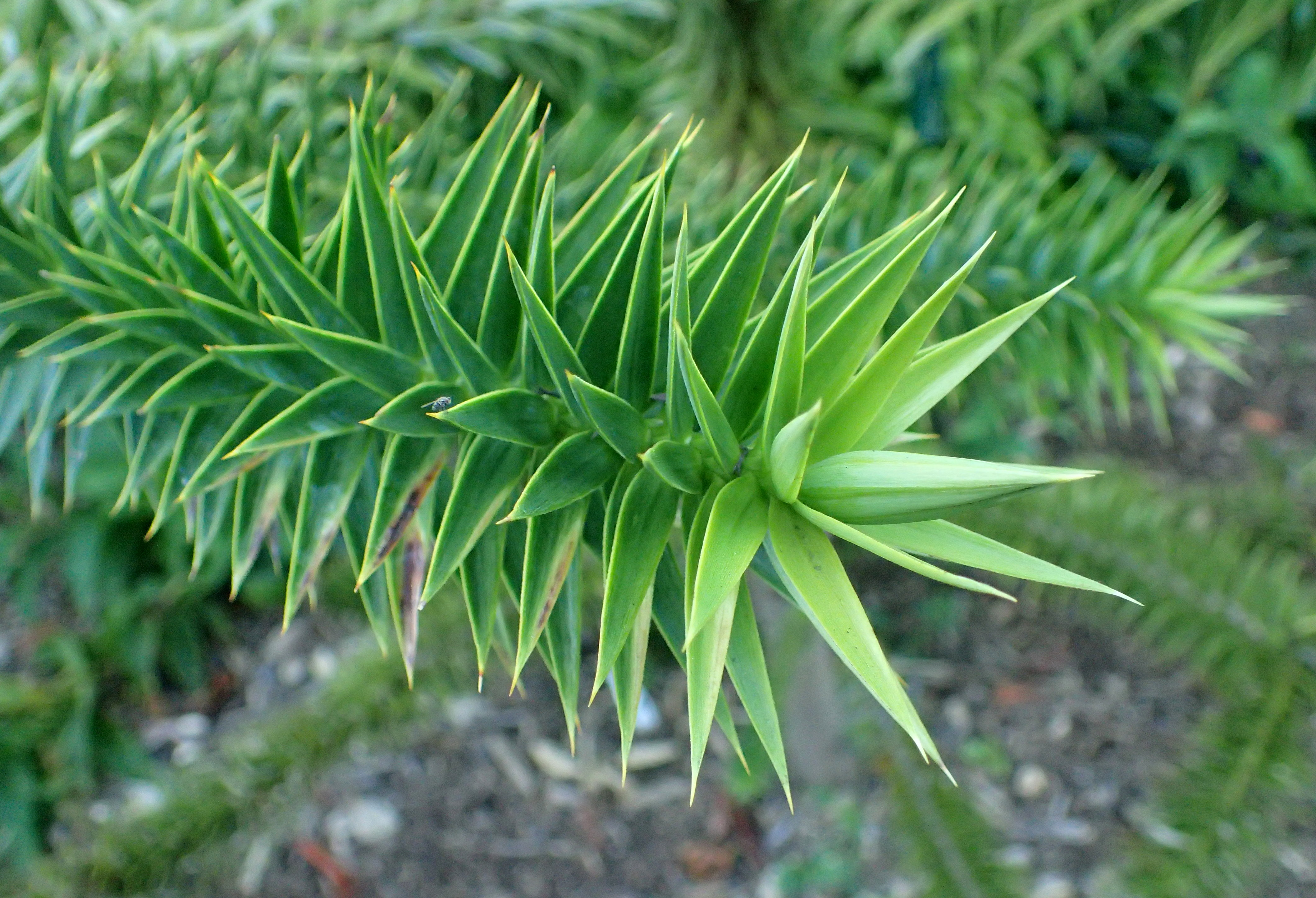
Liście
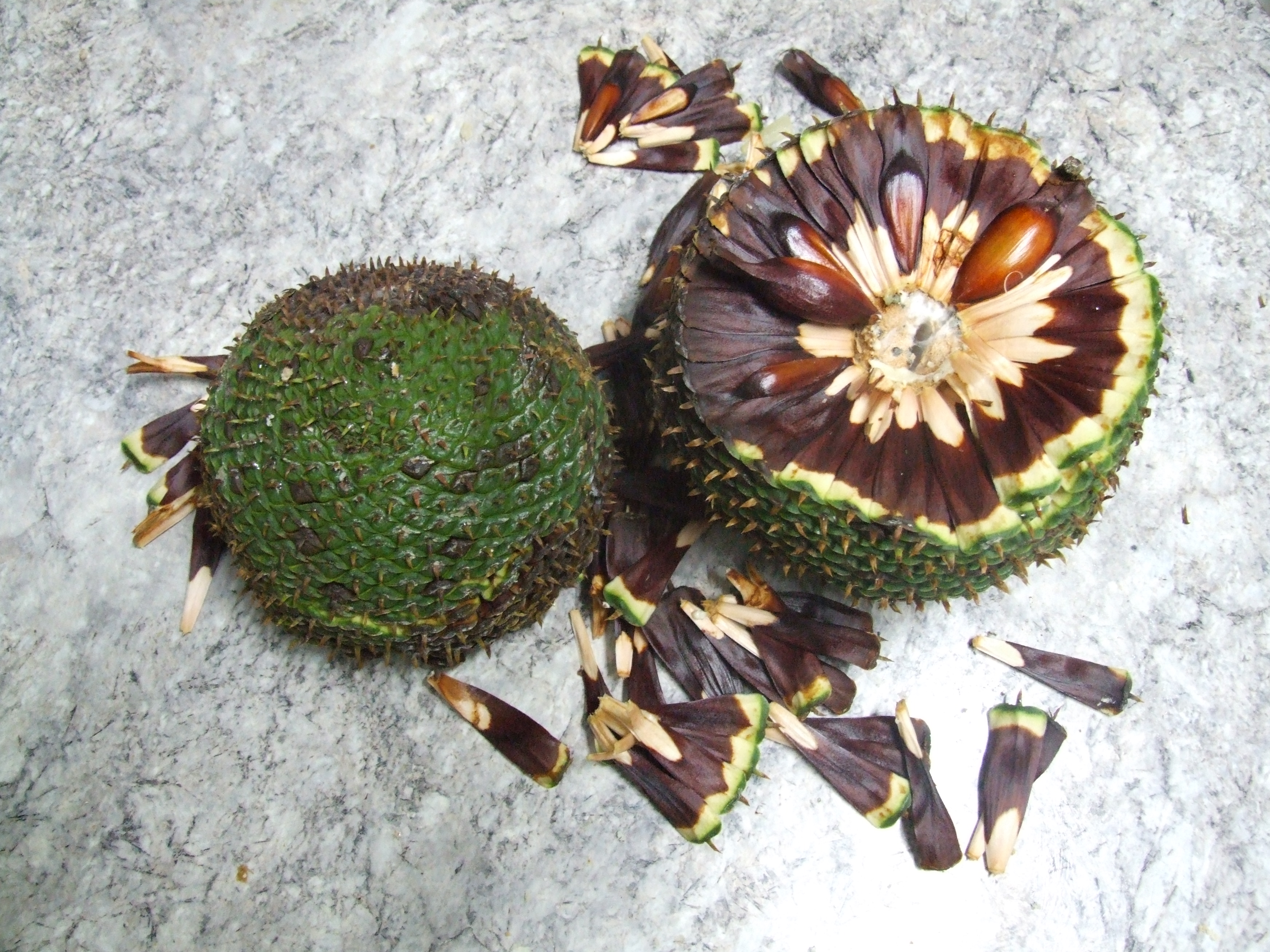
Szyszka i nasiona